# Georg Joseph Vogler
Georg Joseph Vogler, kendt som abbed Vogler (15. juni 1749—6. maj 1814) var en tysk organist, komponist og teoretiker.
Vogler studerede i Italien (under blandt andre padre Martini og Francesco Antonio Vallotti) og blev præsteviet i Rom. I Mannheim slog han sig derefter ned, ansattes som hofkapellan og kapelmester og grundede en musikskole, der fik betydeligt ry, og hvor musikere som Peter von Winter og senere (da skolen var flyttet til Darmstadt) Carl Maria von Weber og Giacomo Meyerbeer fik deres uddannelse. 
Som orgelvirtuos gjorde Vogler talrige kunstrejser, og hans effektstykker beundredes viden om, ikke mindst i Danmark, hvilket Oehlenschlägers Erindringer og digte vidner om, og i Sverige, hvor Vogler slog sig ned i længere tid og komponerede et par operaer til svensk tekst (kendtest var Gustav Adolph og Herman von Unna). 
I det hele udfoldede Vogler en stor kompositionsvirksomhed i omtrent alle genrer, ligesom han forfattede en række skrifter, af hvilke dog kun de, der vedrører orgelet og dets bygning, har bevaret nogen interesse.